# Risto Ryti
Risto Heikki Ryti (Huittinen, 3 febbraio 1889 – Helsinki, 25 ottobre 1956) è stato un economista e politico finlandese.
Di idee progressiste, fu presidente del Consiglio di Stato (capo del governo) dal 1939 al 1940 e presidente della Repubblica finlandese dal 1940 al 1944.

## Biografia
Era il primo dei sette figli di Kaarle Evert Ryti, contadino, e di Ida Vivika Junttila. Laureato in giurisprudenza, si dedicò all'avvocatura fino alla guerra d'indipendenza dalla Russia. Ricercato dai comunisti, sviluppò un odio accanito verso di loro e non condivise la politica di unificazione nazionale condotta dal presidente Kaarlo Juho Ståhlberg. Iscritto al Partito Progressista, più volte deputato (1919-1924 e 1927-1929), fu ministro delle finanze (1921-1924) e governatore della Banca di Finlandia (1923-1940 e 1944-1945).
In politica fu strenuo oppositore del comunismo e disapprovò il nazionalsocialismo; tendenzialmente liberista in economia, ammirò sempre il sistema britannico e statunitense. Guidò le finanze verso la ripresa postbellica, facendo aderire la Finlandia al blocco del gold standard (1924), che però abbandonò all'inizio della Grande depressione (1929). Assertore del darwinismo sociale, usò metodi durissimi per risollevare l'economia finlandese, principalmente aumentando le esportazioni: come risultato, la Finlandia registrò la più veloce ripresa di tutti i Paesi europei.
Presidente del Consiglio di Stato durante la guerra d'inverno con l'Unione Sovietica (1939-1940), nel 1940 succedette a Kyösti Kallio come presidente della Repubblica, venendo riconfermato nel 1943. Deciso a riottenere i territori ceduti all'Unione Sovietica con la pace di Mosca, il 26 giugno 1941 riportò il Paese in guerra (guerra di continuazione), a fianco della Germania nazista. L'esercito, guidato dal maresciallo Carl Gustaf Emil Mannerheim (che seguiva spesso una linea autonoma rispetto al governo), ottenne alcuni successi militari, ma col prolungarsi della guerra apparve chiaro che la vittoria era impossibile. Dopo l'offensiva sovietica sull'istmo di Carelia (giugno 1944), Ryti coprì le trattative segrete del governo per un armistizio rinnovando formalmente l'impegno al fianco della Germania (sacrificando così la propria carriera politica), quindi si dimise cedendo la presidenza a Mannerheim.
Tornato governatore della Banca di Finlandia, guidò la difficile ripresa dell'economia con una politica monetaria volta a ridurre l'inflazione ed incrementare le esportazioni. Arrestato nel 1945 su pressione dei sovietici, come responsabile della guerra, nel 1946 fu condannato a 10 anni di reclusione da una corte finlandese, in carcere fu sempre trattato con il massimo riguardo e fu graziato nel 1949 per motivi di salute. Quando morì ricevette un funerale di Stato con tutti gli onori.